# Lapos mozsárütőgomba
A lapos mozsárütőgomba (Clavariadelphus truncatus) a Gomphaceae családba tartozó, Eurázsiában és Észak-Amerikában honos, fenyvesekben élő, ehető gombafaj.

## Megjelenése
A lapos mozsárütőgomba termőteste 5-15 cm magas, 3-6 cm széles bunkószerű. Alja egészen elkeskenyedik, fiatalon teteje  ellaposodik, később lecsapott lesz, végül közepe kissé bemélyedő. Felülete felül gödörkés-ráncos, oldala hosszában ráncolt. Színe kezdetben sárga, majd okkersárga, esetleg húsbarnás árnyalatú. 
A termőréteg a termőtest oldalán található. 
Húsa fiatalon kemény, idősen megpuhul. Színe fehéres vagy sárgás, sérülésre sötétedik. Íze édeskés vagy enyhe, szaga nem jellegzetes. Vasszulfát hatására megzöldül. 
Spórapora sárgás. Spórája elliptikus, sima, mérete 9-13 x 5-7 μm.

### Hasonló fajok
A vaskos mozsárütőgomba teteje lekerekített és inkább lomberdőben nő. 

## Elterjedése és termőhelye
Eurázsiában és Észak-Amerikában honos. Magyarországon ritka. 
Fenyvesekben vagy vegyes erdőkben található meg egyesével vagy kisebb csoportokban. Augusztustól októberig terem. 

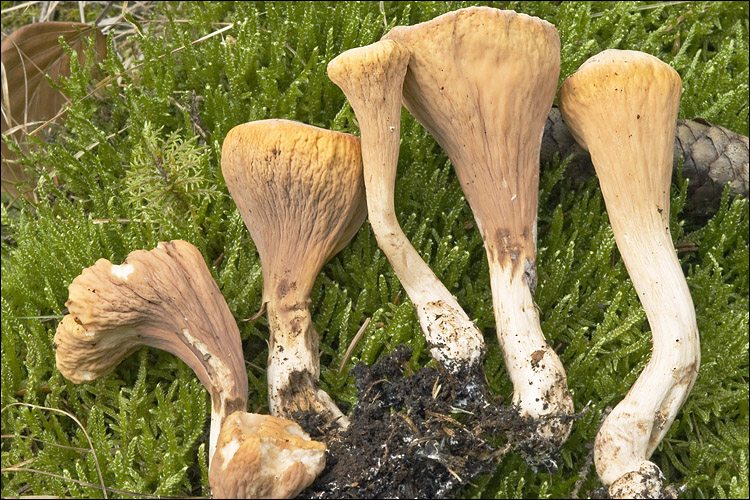
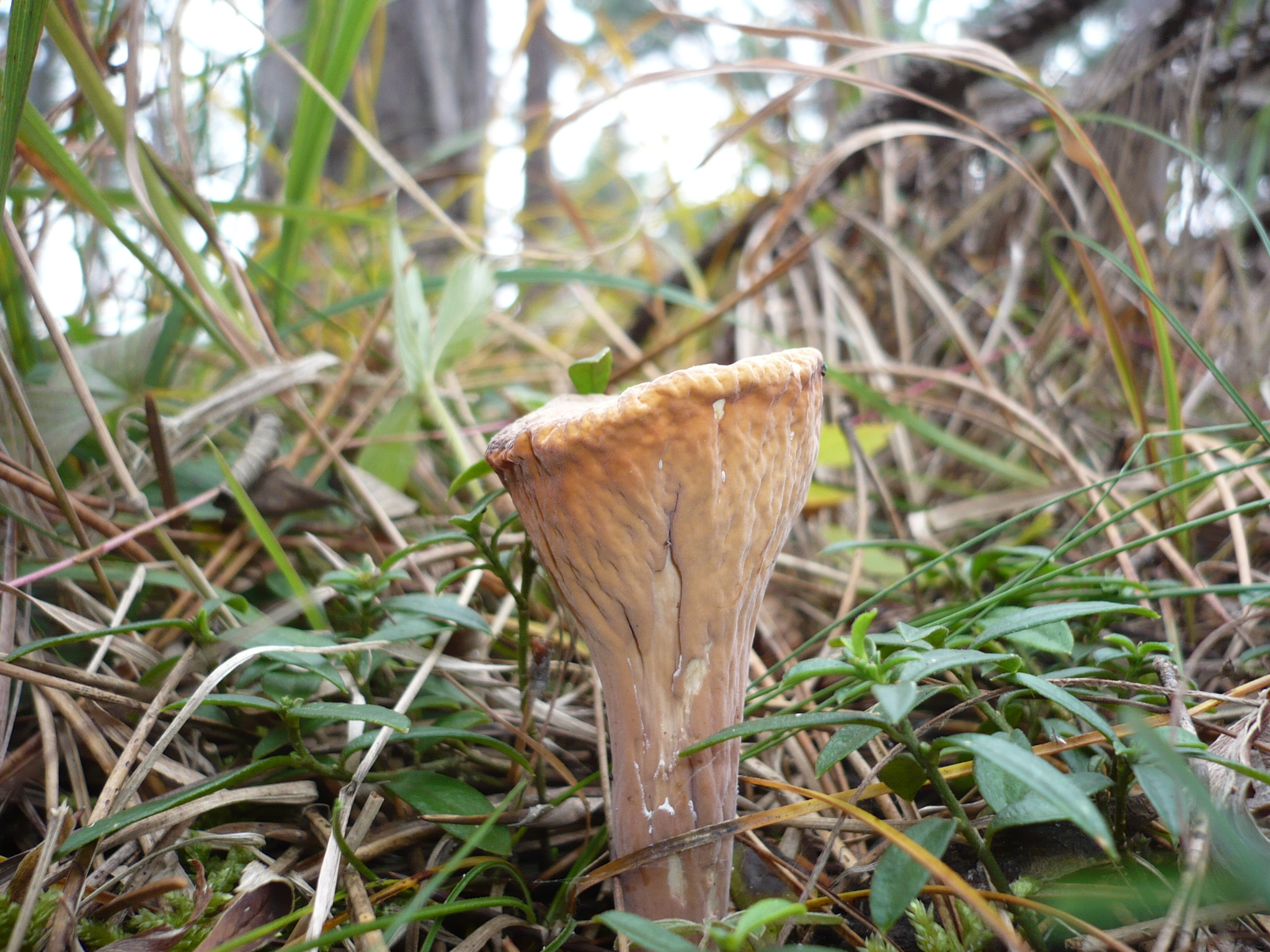
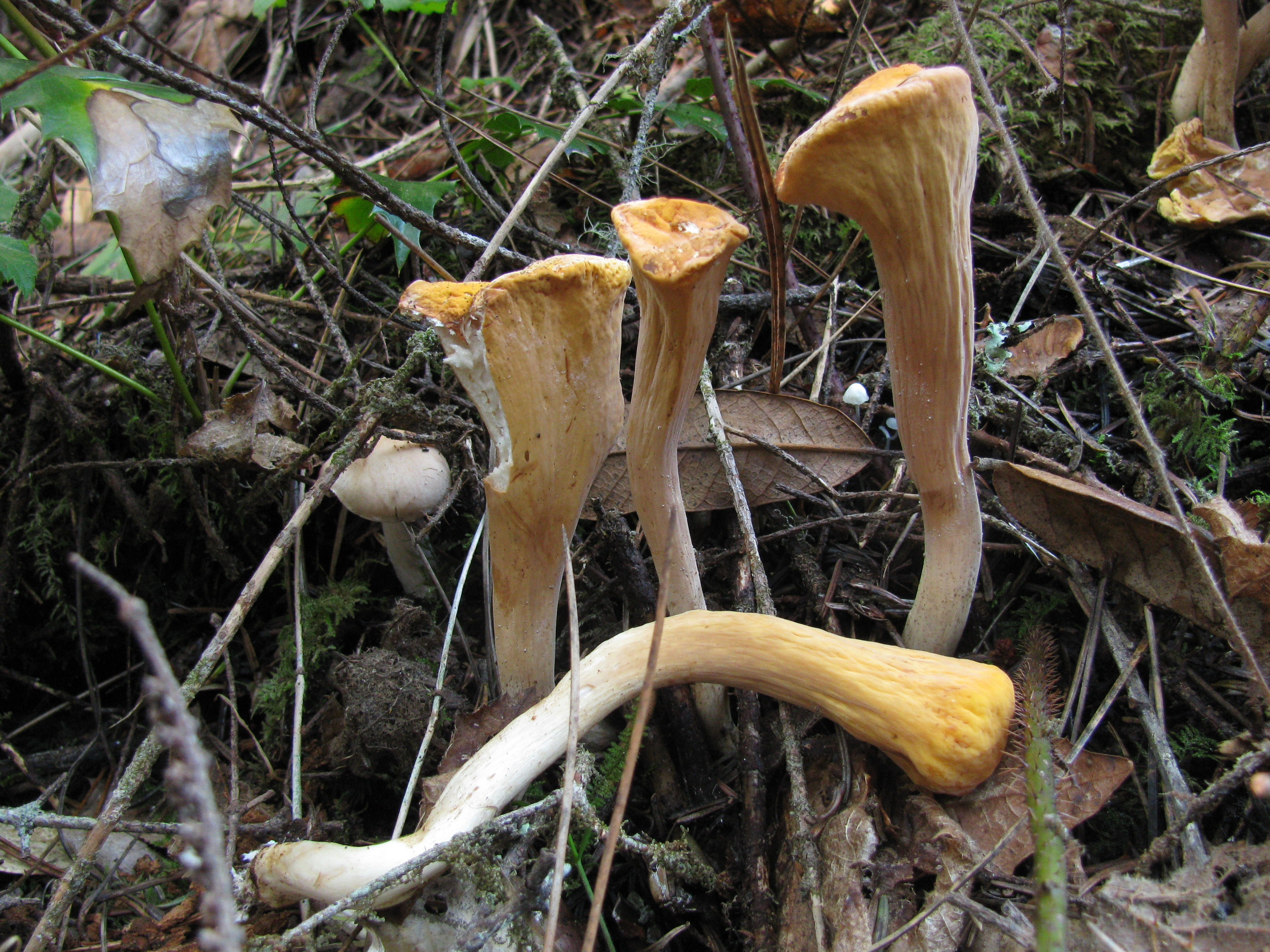
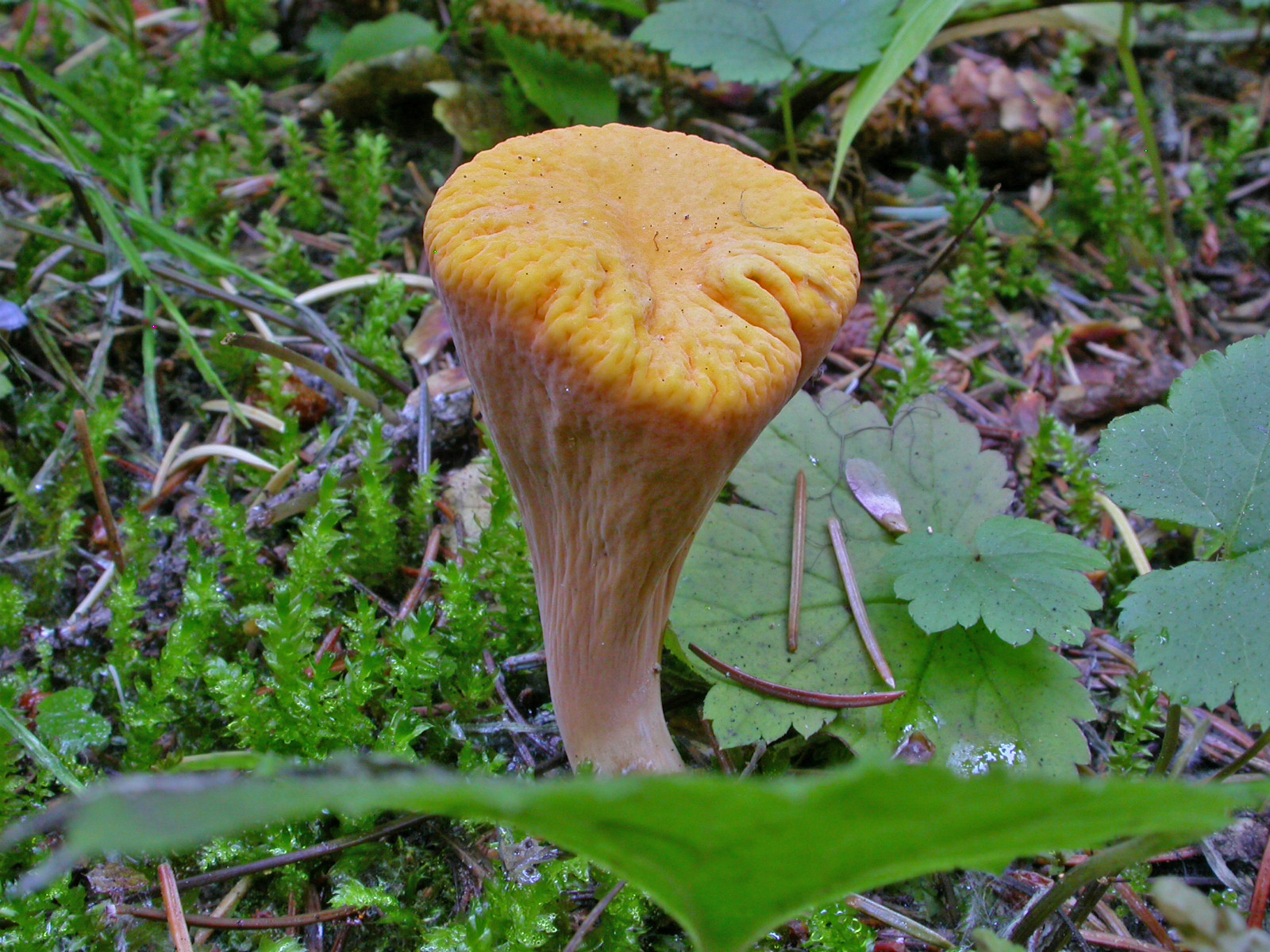
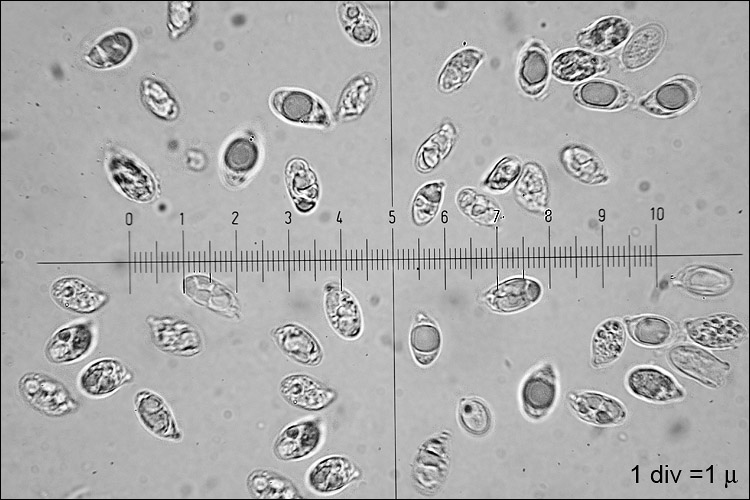

Ehető gomba.